# Teacher's Pet (2004)
Teacher's Pet (br: O Cãozinho Esperto) é um filme musical animado de 2004 baseado na série de televisão do mesmo nome. Ele foi produzido pela DisneyToon Studios, e lançado nos cinemas dos Estados Unidos em 2004.